# Valencia (film 1926)
Valencia è un film muto del 1926 diretto da Dimitri Buchowetzki, conosciuto anche con il titolo The Love Song.

## Trama
Il bel marinaio Felipe vuole conquistarsi i favori dell'affascinante Valencia, una ballerina spagnola. Ma la danzatrice viene concupita anche da don Fernando, il governatore. Per sbarazzarsi del rivale, don Fernando fa gettare in carcere il marinaio quando questi lascia la sua nave. Sarà Valencia che riuscirà a salvarlo.

## Produzione
Il film fu prodotto dalla Metro-Goldwyn-Mayer (MGM).

## Distribuzione
Distribuito dalla Metro-Goldwyn-Mayer (MGM), il film uscì nelle sale cinematografiche USA il 18 dicembre 1926.